# Fuchsia juntasensis
Fuchsia juntasensis är en dunörtsväxtart som beskrevs av Carl Ernst Otto Kuntze. Fuchsia juntasensis ingår i släktet fuchsior, och familjen dunörtsväxter. Inga underarter finns listade i Catalogue of Life.